# Wheaton (Metro de Washington)
Wheaton es una estación subterránea en la línea Roja del Metro de Washington, administrada por la Autoridad de Tránsito del Área Metropolitana de Washington. La estación se encuentra localizada en 11171 Georgia Avenue en Silver Spring, Maryland. La estación Wheaton fue inaugurada el 22 de septiembre de 1990. 

## Descripción
La estación Wheaton cuenta con 2 plataformas laterales interconectadas. La estación también cuenta con 977 de espacios de aparcamiento y 36 espacios para bicicletas con 20 casilleros.

## Conexiones
La estación cuenta con las siguientes conexiones de autobuses: 
- Rutas del MetroBus